# Nezsény
Nezsény (szerbül Неузина / Neuzina, németül Neusin) település Szerbiában, a Vajdaságban, a Közép-bánsági körzetben, Torontálszécsány községben.

## Fekvése
Nagybecskerektől keletre, a Temes bal partja közelében, Szárcsa, Ernőháza és Torontálszécsány közt fekvő település.

## Története
A falu két település, Nagynezsény (Serbisch Neusin) és Kisnezsény (Kroatisch Neusin) összeolvadásával jött létre.

### Nagynezsény
Nagynezsény a török hódoltság alatt is lakott helység volt. Az 1717. évi összeírás alkalmával és a Mercy-féle térképen is a pancsovai kerülethez tartozó helységek között, 25 lakott házzal szerepelt, 1761-ben pedig a becskereki kerülethez tartozott, majd 1779-ben Torontál vármegyéhez csatolták.
1801-ben a zágrábi püspökség birtokába került, mely hűbéreseinek adta, akik ez időtől kezdve a földesurai voltak.
A 20. század elején pedig Milivojcsev Jenő és Karg Magnusz volt itt a nagyobb birtokos.

## Népesség

### Demográfiai változások
| 1948 | 1953 | 1961 | 1971 | 1981 | 1991 | 2002 | 2011 |
| ---- | ---- | ---- | ---- | ---- | ---- | ---- | ---- |
| 2582 | 2593 | 2401 | 1955 | 1657 | 1502 | 1371 | 1256 |

## Nevezetességek

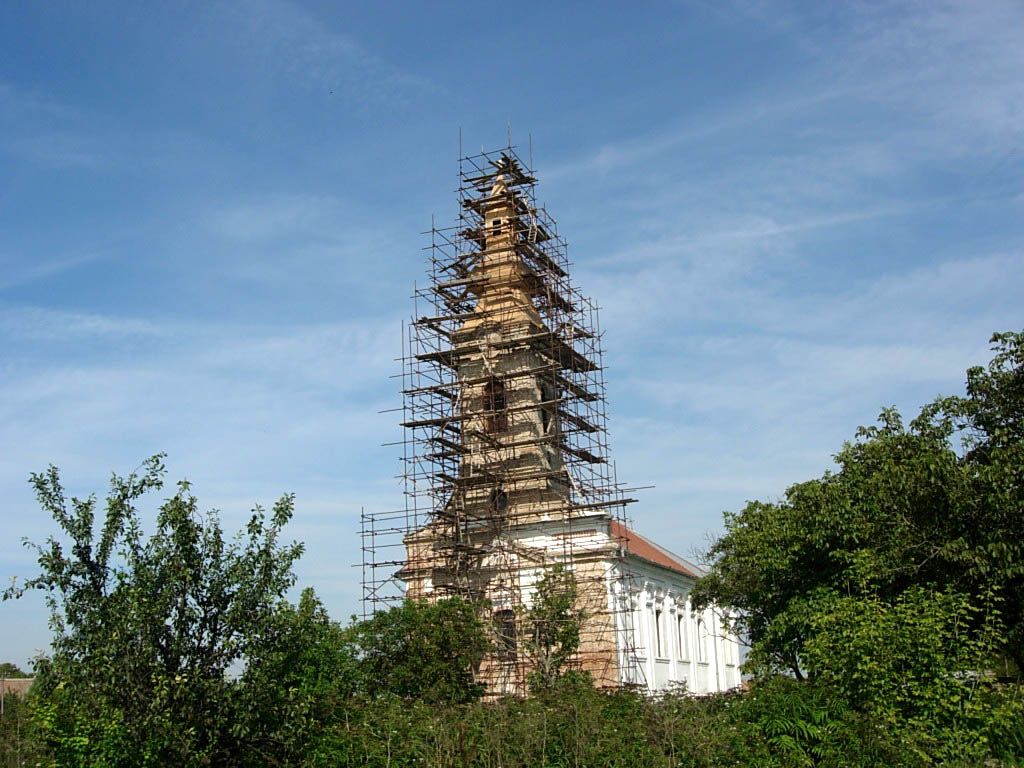
A görögkeleti templom

- Görögkeleti templom (Nagynezsény) - 1811-ben épült Szent Miklós Atya tiszteletére
- Római katolikus templom (Kisnezsény) - 1895-ben épült Havas Boldogasszony tiszteletére

## Külső hivatkozások

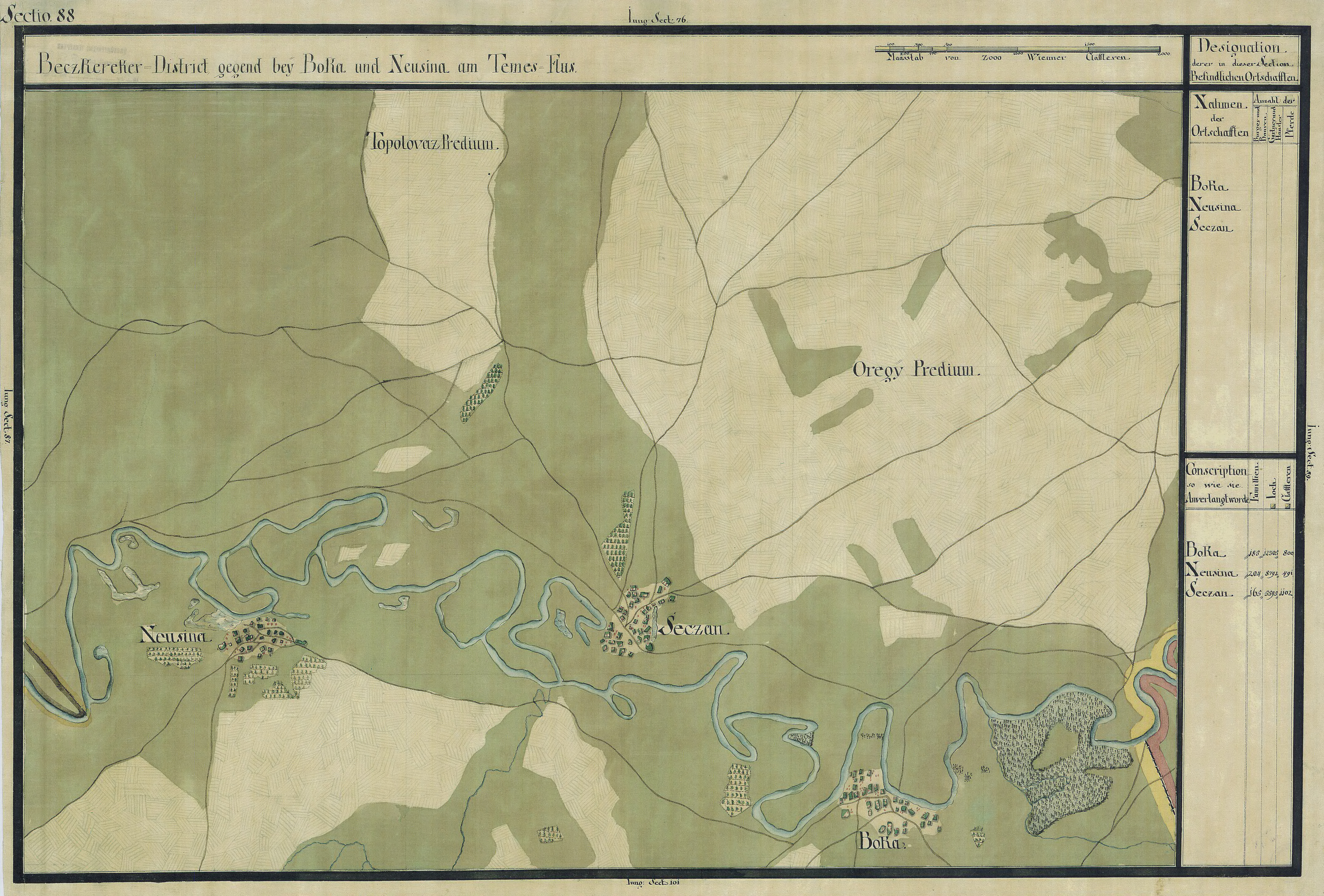
Nezsény egy régi térképen

- Nezsény története Archiválva 2011. július 17-i dátummal a Wayback Machine-ben